# Libel
Libel (lat. libellus, "et lille skrift" af liber 'bog') 
betød i den senromerske,
såkaldte reskriptionsproces det bønskrift
(libellus principi datus), i hvilket den pågældende part under
fremførelse af sine faktiske anbringender bad
princeps om udstedelse af et reskript til
afgørelse af et retsspørgsmål.
I senere latinsk sprogbrug betød libel også klageskrift,
undertiden smædeskrift, skamskrift, skandskrift, paskvil.